# Альфонс (лунный кратер)
Кратер Альфонс (лат. Alphonsus) — древний крупный ударный кратер, располагающийся на видимой стороне Луны на северо-восточной границе Моря Облаков. Кратер назван в честь Альфонсо X Кастильского (1221—1284), короля Кастилии и Леона, астронома. Название утверждено Международным Астрономическим союзом в 1935 г. Образование кратера относится к нектарскому периоду.

## Описание кратера

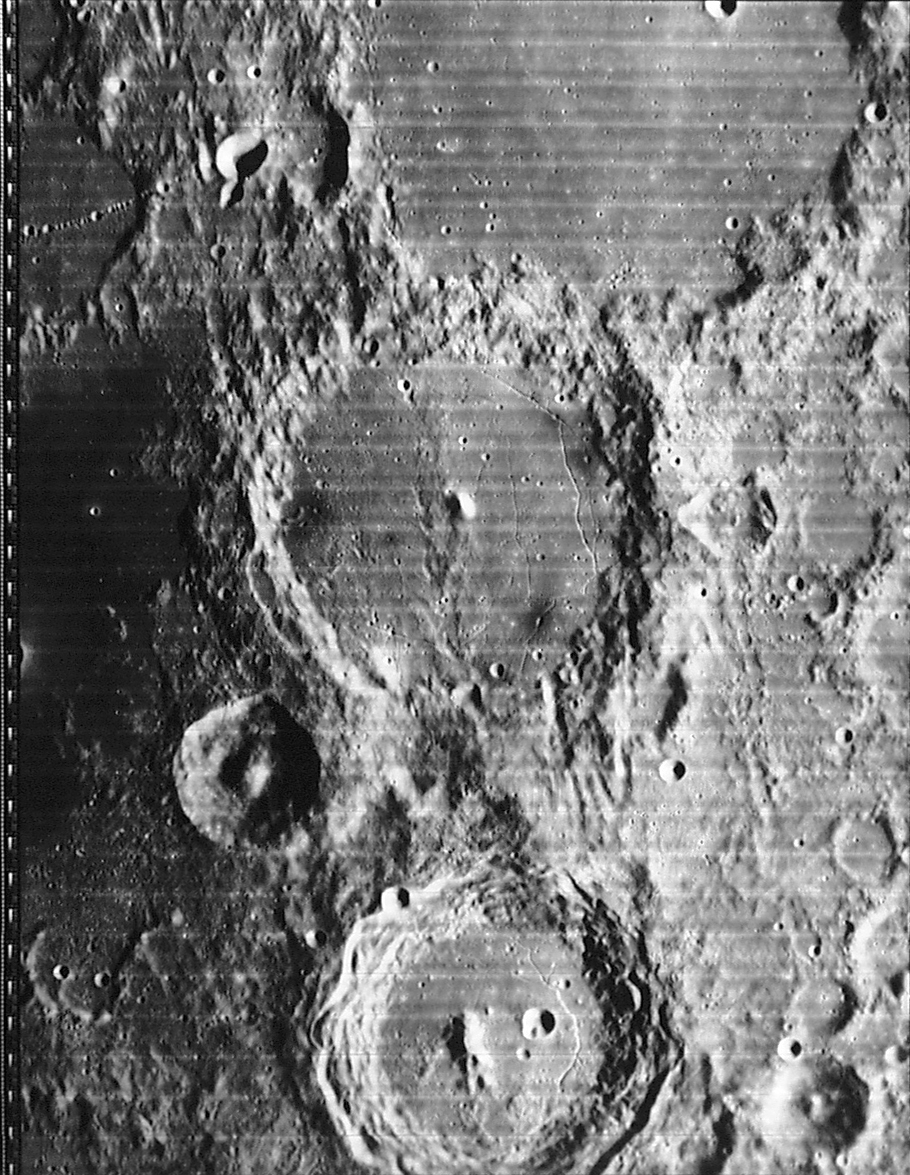
Сверху вниз: кратеры Птолемей, Альфонс и Арзахель. Снимок зонда Lunar Orbiter — IV.

Кратер слегка перекрывает расположенный к северу кратер Птолемей. На юго-западе от кратера находится кратер Аль-Битруджи, на юге — кратер Арзахель. Селенографические координаты центра кратера — 13°23′ ю. ш. 2°51′ з. д. / 13,39° ю. ш. 2,85° з. д., диаметр — 110 км, глубина — 2,73 км.
Вал кратера слегка нарушен и имеет близкую к гексагональной форму, высота вала над дном в северо-восточной части составляет около 2300 м. Дно кратера пересечено в направлении с юга на север складками пород, выброшенных при импакте. Центральный пик (Альфонс Альфа) имеет пирамидообразную форму и крутые склоны, возвышаясь над дном кратера приблизительно на 1500 м, предположительно образован анортозитом. Сравнительно ровные западная и восточная части чаши кратера испещрены системой борозд. Объём кратера составляет приблизительно 12 000 км³. 

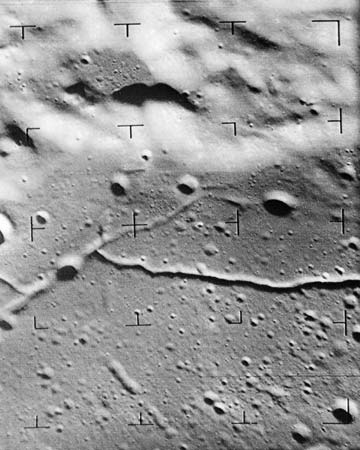
Борозды на дне кратера. Снимок с борта зонда Рейнджер-9.

Особенностью кратера являются многочисленные следы пирокластических пород, образующие тёмный ореол вокруг некоторых небольших кратеров в чаше кратера Альфонс и окаймляющие его внутренний вал. Наличие таких пород, в сочетании с наблюдаемыми кратковременными лунными явлениями (см.ниже), дало почву для предположения о следах вулканической активности в кратере, однако в соответствии с современными представлениями, данные породы являются породами лунного моря, выброшенными при импакте поверх слоя реголита.

## Кратковременные лунные явления
Кратер Альфонс является одним из мест на Луне, где наиболее часто наблюдаются кратковременные лунные явления — изменение вида тёмного пятна на дне, увеличение яркости и изменение цвета центрального пика. 26 октября 1956 года американский астроном Динсмор Олтер, используя 60-дюймовый рефлектор обсерватории Маунт-Вилсон, сделал снимки чаши кратера в голубых лучах, на которых обнаружил странное помутнение борозд в кратере. Несмотря на то, что снимки, сделанные в инфракрасных лучах, не имели данного помутнения, часть астрономов посчитала снимки убедительным доказательством существования вулканической активности в кратере. В ночь с 2-го на 3 ноября 1958 года в Крымской астрофизической обсерватории советский астроном Николай Александрович Козырев получил спектрограммы кратера Альфонс, указывающие на выход газов (молекулярного водорода и углерода) из центрального пика кратера. Явление вулканической деятельности на Луне как научное открытие внесено в Государственный реестр научных открытий СССР под № 76 с приоритетом от 3 ноября 1958 г.. 19 ноября 1958 года английские астрономы Хью Перси Уилкинс и Ф. Бриюн сообщили о появлении небольшого красноватого пятна непосредственно около центрального пика Альфонса с южной его стороны.
Новейшие исследования Луны не подтвердили эти наблюдения, и сейчас считается, что вулканическая деятельность на Луне полностью прекратилась в коперниковский период, то есть около 1 миллиарда лет назад. Что касается описанных выше наблюдений, то они могут объясняться тектоническими сдвигами на Луне, происходящими за счёт гравитационного воздействия Земли.

## Внутренние кратеры

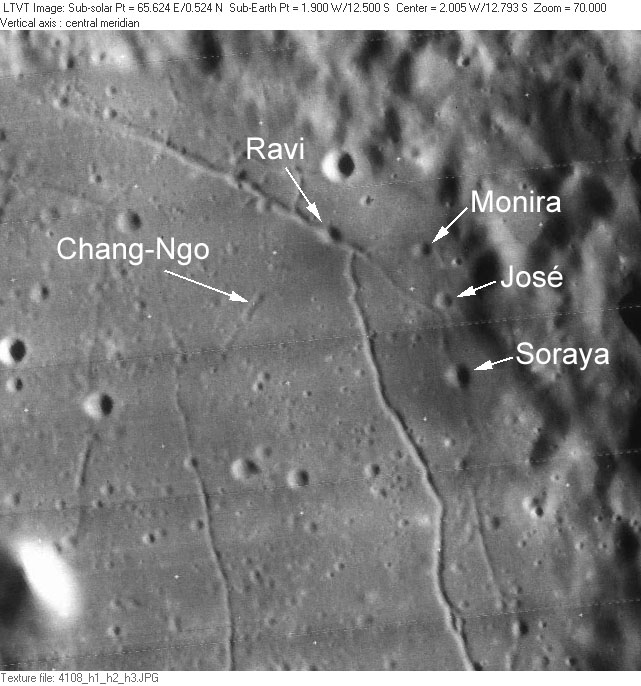
Снимок зонда Lunar Orbiter — IV.

В чаше кратера Альфонс находятся пять небольших кратеров, которым Международный астрономический союз присвоил собственные имена:
| Кратер  | Лат.название | Координаты                                          | Диаметр, км | Эпоним                 | Год утверждения МАС |
| ------- | ------------ | --------------------------------------------------- | ----------- | ---------------------- | ------------------- |
| Монира  | Monira       | 12°32′ ю. ш. 1°44′ з. д. / 12,54° ю. ш. 1,73° з. д. | 1,1         | Арабское женское имя   | 1976                |
| Рави    | Ravi         | 12°30′ ю. ш. 1°58′ з. д. / 12,50° ю. ш. 1,97° з. д. | 1,6         | Индийское мужское имя  | 1976                |
| Сорава  | Soraya       | 12°52′ ю. ш. 1°38′ з. д. / 12,87° ю. ш. 1,63° з. д. | 1,9         | Персидское женское имя | 1976                |
| Хозе    | José         | 12°41′ ю. ш. 1°40′ з. д. / 12,68° ю. ш. 1,66° з. д. | 1,2         | Испанское мужское имя  | 1976                |
| Чан-Нго | Chang-Ngo    | 12°41′ ю. ш. 2°10′ з. д. / 12,69° ю. ш. 2,16° з. д. | 2,3         | Китайское женское имя  | 1976                |

## Сателлитные кратеры

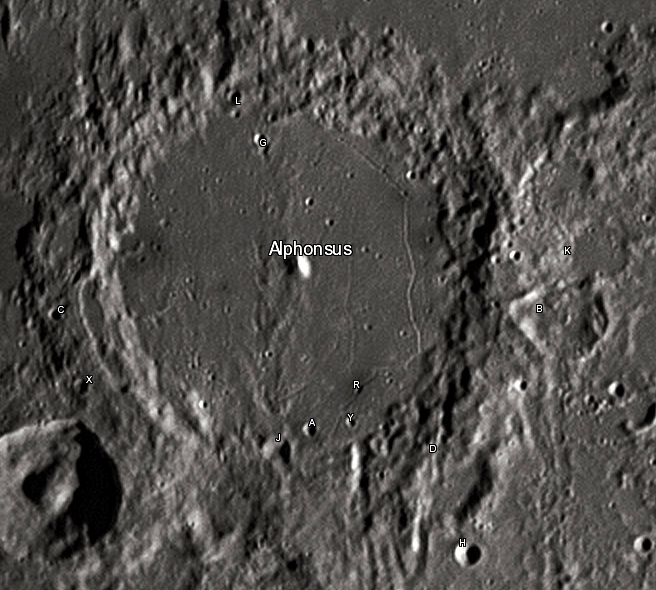
Снимок Девида Кемпбелла.

| Альфонс | Координаты                                          | Диаметр, км |
| ------- | --------------------------------------------------- | ----------- |
| A       | 14°52′ ю. ш. 2°16′ з. д. / 14,87° ю. ш. 2,27° з. д. | 3,6         |
| B       | 13°16′ ю. ш. 0°12′ з. д. / 13,26° ю. ш. 0,20° з. д. | 22,9        |
| C       | 14°24′ ю. ш. 4°52′ з. д. / 14,4° ю. ш. 4,87° з. д.  | 3,4         |
| D       | 15°03′ ю. ш. 0°51′ з. д. / 15,05° ю. ш. 0,85° з. д. | 23,7        |
| G       | 12°21′ ю. ш. 3°23′ з. д. / 12,35° ю. ш. 3,39° з. д. | 3,5         |
| H       | 15°37′ ю. ш. 0°32′ з. д. / 15,62° ю. ш. 0,53° з. д. | 7,0         |
| J       | 15°08′ ю. ш. 2°31′ з. д. / 15,14° ю. ш. 2,51° з. д. | 7,9         |
| K       | 12°37′ ю. ш. 0°07′ з. д. / 12,61° ю. ш. 0,11° з. д. | 20,6        |
| L       | 12°01′ ю. ш. 3°43′ з. д. / 12,02° ю. ш. 3,72° з. д. | 3,8         |
| R       | 14°23′ ю. ш. 1°55′ з. д. / 14,39° ю. ш. 1,92° з. д. | 3,0         |
| X       | 14°59′ ю. ш. 4°28′ з. д. / 14,99° ю. ш. 4,46° з. д. | 4,7         |
| Y       | 14°43′ ю. ш. 1°55′ з. д. / 14,71° ю. ш. 1,92° з. д. | 2,6         |

## Места посадок космических аппаратов
- В кратере Альфонс в точке с координатами 12°58′ ю. ш. 2°22′ з. д. / 12,967° ю. ш. 2,367° з. д.G 24 марта 1965 года совершил жёсткую посадку американский зонд Рейнджер-9[10] (см.также Список искусственных объектов на Луне).
- Кратер рассматривался как возможное место посадки лунного модуля Аполлона-16 и Аполлона-17.
- Район вблизи кратера Рави в чаше кратера Альфонс объявлялся районом интереса для американской космической программы «Созвездие» .